# فازهي
فازهي (بالمالايالامية: വഴിയെ) هو فيلم رعب مستقل بلغة المالايالامية الهندية لعام 2022، تأليف وإخراج نيرمال بيبي فارغيز. هذا الفيلم هو فيلم تجريبي تم إنشاؤه بأسلوب التسجيلات المكتشفة وهو أول فيلم بهذه التقنية في المالايالامية. الفيلم من إنتاج بيبي شيثانيا. شهد ظهور مخرج هوليوود الموسيقي إيفان إيفانز في السينما الهندية.

## القصة
يروي الفيلم قصة مدوِّني فيديو على يوتيوب قررا صنع فيلم وثائقي عن أرض غامضة، حيث يواجهان مواقف محفوفة بالمخاطر وكابوسية.

## طاقم التمثيل
- جيفين جوزيف
- أسواثي أنيل كومار
- فارون رافيندران
- شيام سلش
- شاليني بيبي
- جوجي تومي
- سانيا بولوز [14]
- راجان

## الجوائز والأوسمة

### الجوائز
| سنة  | الجوائز                        | فئة                    | النتيجة       | المصادر              |
| ---- | ------------------------------ | ---------------------- | ------------- | -------------------- |
| 2022 | مهرجان فيستيفوس السينمائي      | أفضل فيلم روائي طويل   | المركز الثاني | [ 15 ] [ 16 ] [ 17 ] |
| 2022 | مهرجان روشاني السينمائي الدولي | أفضل مخرج لفيلم تجريبي | فوز           | [ 18 ] [ 19 ]        |

### التحديدات الرسمية للمهرجان السينمائي
| سنة  | مهرجان سينمائي            | المصدر |
| ---- | ------------------------- | ------ |
| 2022 | مهرجان الرعب تورنتو إيندي | [ 20 ] |

## أنظر أيضا
- تسجيلات مكتشفة (تقنية سينمائية)
- قائمة أفلام الأشباح

## روابط خارجية
- فازهي  في قاعدة بيانات الأفلام على الإنترنت (بالإنجليزية)
- فازهي في روتن توميتوز.